# 2007 en France
Chronologie de la France
- 2003
- 2004
- 2005
- 2006
- 2007
- 2008
- 2009
- 2010
- 2011

2005 par pays en Europe - 2006 par pays en Europe - 2007 par pays en Europe - 2008 par pays en Europe - 2009 par pays en Europe
2005 en Europe - 2006 en Europe - 2007 en Europe - 2008 en Europe - 2009 en Europe
Cette page présente les faits marquants de l'année 2007 en France.

## Chronologie

### Janvier

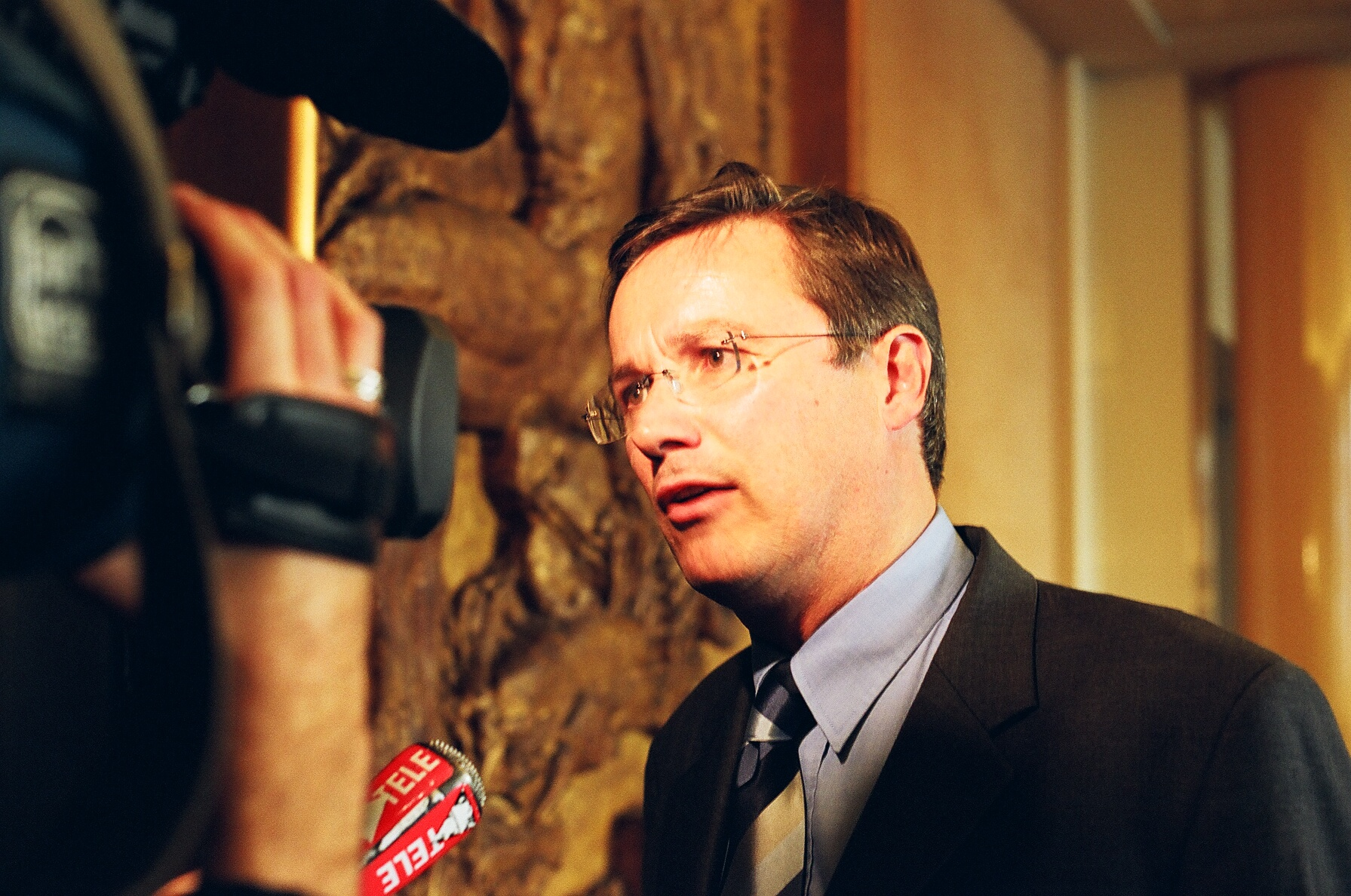
Nicolas Dupont-Aignan, octobre 2005.

- 1er janvier : le secteur de la grande distribution obtient l'autorisation de diffuser des spots publicitaires sur les chaînes de télévision nationales.
- 3 janvier : le Premier ministre, Dominique de Villepin, annonce un projet de loi sur le droit au logement opposable, qu'il veut applicable dès la fin de 2008. Le projet est présenté au Conseil des ministres du 17.
- 5 janvier : 
  - lors de ses vœux au corps diplomatique, le président Jacques Chirac rappelle que « comme la France le pressentait et le redoutait, la guerre en Irak a précipité des bouleversements qui n'ont pas fini de dérouler leurs effets. (...Elle a) offert au terrorisme un nouveau champ d'expansion. »;
  - selon une étude de l'IFOP, le candidat Nicolas Hulot, s'il se présentait, obtiendrait 11 % des voix et mordrait à parts égales sur l'électorat de gauche comme de droite.
- 6 au 9 janvier : la candidate Ségolène Royal est en visite en Chine. Sur la Grande Muraille elle déclare : « ...qui n'est pas venu sur la Grande Muraille n'est pas un brave, et qui vient sur la Grande Muraille conquiert la « bravitude ». », ce qui déclenche en France une série de moqueries sur ce que ses défenseurs traitent de simple néologisme. Le 8, elle est reçue par le vice-président chinois, Zeng Qinghong.
- 9 janvier : mort de l'helléniste français Jean-Pierre Vernant (93 ans), défenseur des langues anciennes.
- 13 janvier : le gaulliste Nicolas Dupont-Aignan annonce sa démission de l'UMP à la suite de sa dispute avec Nicolas Sarkozy sur le refus de ce dernier de lui accorder deux minutes de parole lors du congrès d'investiture du lendemain.
- 14 janvier : le congrès d'investiture de l'UMP rassemble vingt-cinq mille participants à Paris et investit Nicolas Sarkozy comme son candidat à l'élection présidentielle avec 98,1 % des suffrages exprimés des adhérents.
- 16 janvier : mort de René Riffaud (108 ans), un des quatre derniers poilus de la Première Guerre mondiale.
- 17 janvier : au palais de l'Élysée, Bernadette Chirac, reçoit Laura Bush, Suzanne Moubarak, Silvia de Suède, Paola de Belgique et Lioudmila Poutina pour la création d'un comité européen pour la défense de l'enfance exploitée.
- 18 janvier : une cérémonie des « Justes » est organisée au Panthéon à laquelle participe le président Jacques Chirac et Simone Veil.
- 21 janvier : création de la Tendance pour une Unef unitaire et démocratique. Le stage de création de tendance tenu à Paris à l'ENS (rue d'Ulm) décide officiellement la création d'une nouvelle tendance de l'UNEF, fusion entre la Tendance tous ensemble, les militants « dissidents » de la TMN et les CUUD.
- 22 janvier : 
  - la candidate Ségolène Royal est en visite au Québec. Rencontrant le chef du parti québécois, André Boisclair, elle estime que sa position « reflétait des valeurs communes, soit la liberté et la souveraineté du Québec », ce qui déclenche une nouvelle polémique;
  - décès de l'abbé Pierre (94 ans) à l'hôpital du Val-de-Grâce à Paris.
- 24 janvier : 
  - Michel Platini devient président de l'UEFA;
  - mort de Jean-François Deniau (78 ans), ancien ministre, écrivain, académicien et navigateur.
- 26 janvier :
  - funérailles solennelles à Notre-Dame de Paris pour l'abbé Pierre avant l'inhumation au cimetière d'Esteville en Seine-Maritime;
  - Antilles françaises : la candidate Ségolène Royal est en visite (jusqu'au 29) et déclare « Je serai la présidente de la République de la France métissée. »
- 27 janvier : le PS exclut Georges Frêche (député, président de la région Languedoc-Roussillon) pour ses propos jugés « racistes » sur la composition de l'équipe de France de football après ceux sur les harkis.

### Février
- 1er février : 
  - une rupture de ligne en Allemagne aboutit à une chute de consommation d'environ 800 MW en France, et s'étend également dans d'autres pays;
  - l'interdiction de fumer dans certains lieux publics (lycées, collèges, entreprises…) devient effective;
  - de 19h55 à 20h00 (heure française) : opération « Cinq minutes de répit pour la planète », consistant à éteindre les lumières, lancée et reprise par de nombreuses associations environnementales pour réveiller les consciences sur les gaspillages et interpeler les politiques;
  - José Bové annonce sa candidature à l'élection présidentielle.
- 2 février : 
  - publication du quatrième rapport du groupe d'experts intergouvernemental sur l'évolution du climat sur le réchauffement climatique, attribué quasi-certainement à l'activité humaine (probabilité égale ou supérieure à 90 %);
  - dans le cadre de l'affaire Clearstream, le garde des Sceaux, Pascal Clément renvoie le juge Renaud Van Ruymbeke devant le Conseil supérieur de la magistrature. Le juge dénonce « une décision politique »;
  - mort du comédien, metteur en scène et doubleur, Michel Roux (77 ans) et de la comédienne Giselle Pascal (85 ans);
  - environnement : à Paris, Conférence internationale « pour une gouvernance écologique mondiale ». Le président Jacques Chirac propose que les Nations unies adoptent une « Déclaration universelle des droits et devoirs environnementaux ».
- 6 février : Christian Streiff devient PDG de PSA Peugeot Citroën.
- 7 février : 
  - la condamnation de José Bové à quatre mois de prison ferme pour l'arrachage de plans transgéniques à Menville en juillet 2004 est confirmée par la Cour de Cassation;
  - début du procès devant le tribunal correctionnel contre l'hebdomadaire Charlie Hebdo pour avoir publié en février 2006, les caricatures de Mahomet auparavant publiées dans d'autres journaux. Les parties civiles sont : la Grande Mosquée de Paris, l'Union des organisations islamiques de France et la Ligue islamique mondiale.
- 8 février : 
  - dans le cadre du procès contre l'hebdomadaire Charlie Hebdo, le procureur Anne de Fontette requiert la relaxe;
  - Alcatel-Lucent, le nouveau groupe de télécommunications franco-américain, annonce la suppression de 12 500 emplois contre 9 000 initialement prévus. Cela concernerait de 1 500 à 2 000 postes en France.
- 11 février : 
  - Philippe Bidart sort de prison après 18 ans de détention;
  - Ségolène Royal, lors du rassemblement de huit mille militants socialistes à Villepinte, présente son « pacte présidentiel », décliné en cent propositions.
- 12 février : début du procès de la catastrophe de l'Erika devant le tribunal correctionnel de Paris.
- 14 février : libération conditionnelle de Philippe Bidart, le chef historique du mouvement armé séparatiste basque Iparretarrak, après dix-neuf ans de prison.
- 15 février : Les Enfants de Don Quichotte, association d'aide aux SDF réinstalle des tentes au canal Saint-Martin à Paris.
- 17 février : mort de l'ancien ministre Maurice Papon (96 ans) à Pontault-Combault.
- 19 février : 
  - l'Assemblée nationale et le Sénat réunis en Congrès à Versailles, votent trois modifications de la Constitution : 
    - l'inscription de l'abolition de la peine de mort (828 voix pour et 26 voix contre) ;
    - le gel à la date de 1998 du corps électoral néocalédonien (724 voix pour, 90 voix contre et 55 abstentions) ;
    - la réforme du statut pénal du chef de l'État (249 voix pour, 203 voix contre et 217 abstentions);

  - Francis Vuillemin, l'avocat de Maurice Papon, annonce le 19 février qu'il sera inhumé avec la croix de commandeur de la Légion d'honneur que lui avait remise le général de Gaulle alors qu'elle lui a été retirée après sa condamnation par la Cour d'Assise de la Gironde en 1998 ce qui déclenche un mouvement d'indignation.
- 20 février : la Cour de cassation, dans deux affaires distinctes, s'oppose à l'adoption d'un enfant par un couple homosexuel, estimant celle-ci contraire à « l'intérêt supérieur de l'enfant ».
- 21 février : Maurice Papon est finalement inhumé  avec sa décoration de commandeur de la Légion d'honneur que lui avait remise le général de Gaulle et en présence de grands résistants.
- 23 février : le président de l'Assemblée nationale, Jean-Louis Debré est nommé président du Conseil constitutionnel, par le président Jacques Chirac, en remplacement de Pierre Mazeaud.
- 25 février : 
  - convention nationale du Front national. Lors du discours de clôture, Jean-Marie Le Pen dénonce le « capitalisme financier planétaire ».
  - mort, annoncée seulement le 5 mars, de Jean Grelaud (108 ans), un des trois derniers poilus français, survivant de la première Guerre mondiale.
- 27 février : création par décret ministériel du Parc amazonien de Guyane, parc national français protégeant une partie de la forêt amazonienne située sur le territoire de la Guyane française, ce qui en fait le 8e parc national français.

### Mars
- 1er mars : 
  - mort de la comédienne Colette Brosset (85 ans);
  - dans le cadre de la promotion de son livre L'Expérience du pouvoir, l'ancien Premier ministre, Raymond Barre, fait scandale en défendant la mémoire de son ancien ministre du Budget, Maurice Papon et en affirmant au sujet de la campagne dont il fit l'objet après l'attentat contre la synagogue de la rue Copernic : «  (…) je considère que le lobby juif (…) est capable de monter des opérations qui sont indignes. »
- 2 mars : 
  - retour de Michel Polnareff. Son premier concert-évènement à Paris-Bercy;
  - la candidate Ségolène Royal rencontre les représentants de l'inter-syndicale d'Airbus.
- 4 mars, littérature : mort du romancier et biographe français Henri Troyat (95 ans). Il est le doyen de l'académie française, élu en 1959 et le doyen des prix Goncourt, obtenu en 1938 avec son roman L'Araignée.
- 5 mars : 
  - création par décret ministériel du Parc national de La Réunion, ce qui en fait le 9e parc national français;
  - les candidats Nicolas Sarkozy et François Bayrou rencontrent à Toulouse les représentants de l'inter-syndicale d'Airbus. Nicolas Sarkozy estime que « le rôle de l'État est essentiel » en contradiction apparente avec sa déclaration du 28 février.
- 6 mars : 
  - les salariés de la société Airbus manifestent contre le plan Power 8;
  - mort du sociologue Jean Baudrillard (77 ans).
  - Loi sur la collégialité de l'instruction. Votée à la suite de l'affaire d'Outreau, elle doit résoudre une partie des problèmes constatés par la commission d'enquête.
- 7 mars : Le député UMP, Patrick Ollier, est élu président de l'Assemblée nationale en remplacement de Jean-Louis Debré.
- 11 mars : le président Jacques Chirac annonce à la télévision qu'il ne briguera pas un troisième mandat.
- 14 mars : mort de Lucie Aubrac (94 ans), militante communiste et ancienne résistante. Elle s'est illustrée avec son mari, Raymond Aubrac, lors de l'occupation allemande, au sein du réseau Libération d'Emmanuel d'Astier de La Vigerie, cependant leur rôle dans l'arrestation de Jean Moulin fut l'objet de soupçons et de controverses. Des honneurs militaires lui fut rendu le 21 mars aux Invalides.
- 15 mars : inauguration officielle de la LGV Est européenne entre Vaires-sur-Marne et Baudrecourt.
- 21 mars : fusion de Canal et TPS pour créer le « Nouveau Canalsat ».
- 22 mars : 
  - le PDG de la société pétrolière Total, Christophe de Margerie, est mis en examen du fait de versement de commissions occultes à des personnalités iraniennes afin d'obtenir le contrat gazier signé en 1997;
  - dans l'affaire des caricatures de Mahomet, l'hebdomadaire Charlie Hebdo est relaxé.
  - sport : le français Brian Joubert est sacré champion du monde en patinage artistique.
- 27 mars : 
  - démissions du gouvernement pour cause de campagne électorale : Nicolas Sarkozy cède sa place à François Baroin au ministère de l'Intérieur, ce dernier étant remplacé par Hervé Mariton à celui de l'Outre-Mer. De son côté, Philippe Bas succède à Xavier Bertrand au ministère de la Santé;
- 28 mars : violentes émeutes de la gare du Nord, à la suite de l'interpellation d'un « jeune » (issu de l'immigration) sans billet. 300 Policiers sont mobilisés et la gare est fermé (tardivement) au public. Un émeutier est condamné en comparution immédiate à dix-huit mois de prison dont six fermes.

### Avril

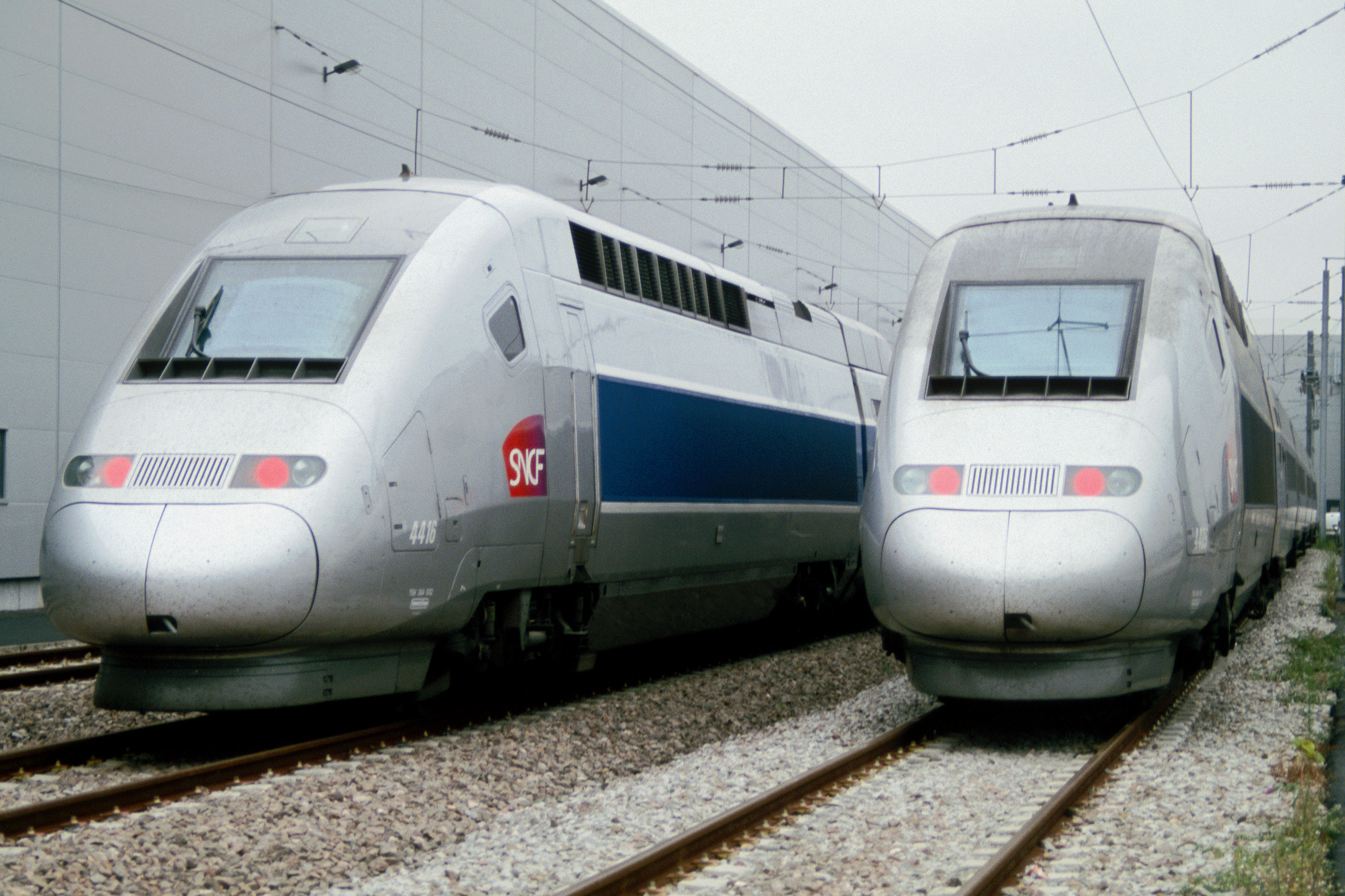
SNCF TGV POS

- SNCF TGV POS3 avril : sur la LGV Est Européenne, la SNCF bat le record du monde de vitesse sur rail à la vitesse de 574.8 Km/h avec la rame V150 (Motrices TGV POS 4402 encadrant un tronçon de TGV Duplex). Ce record à permis à la SNCF de prouver son savoir-faire et sa maîtrise unique du Chemins de Fer avec TGV par rapport à la concurrence qu'elle soit Allemande, Chinoise ou Japonaise. Le TGV est toujours le train le plus rapide de la planète.
- 5 avril : 
  - à la gare de Paris-Est à Paris, un train de banlieue en provenance de Château-Thierry heurte le butoir à 5 km/h, causant 71 blessés;
  - Bernard Tapie annonce dans Le Point son soutien au candidat Nicolas Sarkozy.
- 6 avril : le candidat Jean-Marie Le Pen (Front national), en visite dans la cité du Val d'Argent à Argenteuil, déclare : « Je ne suis pas venu ici faire un safari politico-médiatique. Si certains veulent vous karcheriser (…), nous nous voulons vous aider à sortir de ces ghettos de banlieue où les politiciens français vous ont parqués, pour vous traiter de racaille par la suite. »
- 11 avril : selon une révélation de l'hebdomadaire Le Canard enchaîné, le président Jacques Chirac aurait négocié son soutien au candidat Nicolas Sarkozy ; ce dernier s'engageant à porter à dix ans le maximum autorisé pour la durée des instructions judiciaires, ce qui permettrait de soustraire plus facilement le président sortant de toute poursuite. La présidence déclare ses « allégations strictement sans fondement » et Claude Guéant, directeur de campagne de Sarkozy dénonce une « information non fondée ».
- 14 avril : mort de René Rémond (88 ans), historien et politologue, membre de l'académie française.
- 18 avril : mort à Paris de l'acteur Jean-Pierre Cassel (74 ans).
- 19 avril : cinquante deux tombes musulmanes et un ossuaire du cimetière militaire de Notre-Dame de Lorette, près d'Arras, sont profanées dans la nuit.

- 22 avril : premier tour du scrutin de l'élection présidentielle française. Les candidats retenus pour le deuxième tour sont Nicolas Sarkozy et Ségolène Royal.
  - Électeurs inscrits : 44 472 834 - Votants : 37 254 242 - Suffrages exprimés : 36 719 396 - Majorité absolue : 18 359 699
  - Ont obtenu : Nicolas Sarkozy : 11 448 663 voix (31,18 %) - Ségolène Royal : 9 500 112 voix (25,87 %) - François Bayrou : 6 820 119 voix (18,57 %) - Jean-Marie Le Pen : 3 834 530 voix (10,44 %) - Olivier Besancenot : 1 498 581 voix (4,08 %) - Philippe de Villiers : 818 407 voix (2,23 %) - Marie-George Buffet : 707 268 voix (1,93 %) - Dominique Voynet : 576 666 voix (1,57 %) - Arlette Laguiller : 487 857 voix (1,33 %) - José Bové : 483 008 voix (1,32 %) - Frédéric Nihous : 420 645 voix (1,15 %) - Gérard Schivardi : 123 540 voix (0,23 %).
- 23 avril : Éric Besson, ancien secrétaire national du PS, après avoir quitté le Parti socialiste en février et publié un pamphlet sous forme de  règlement de comptes contre la candidate Ségolène Royal, rejoint le candidat Nicolas Sarkozy et prend pour la première fois la parole lors de son meeting du Dijon.
- 24 avril : le candidat François Bayrou, arrivé troisième du premier tour de l'élection présidentielle avec 18,5 % des voix, annonce qu'il ne donne pas de consigne de vote pour le second tour.
- 30 avril : mort de Grégory Lemarchal (gagnant de la quatrième saison de Star Academy) des suites d'une mucoviscidose. Il est enterré au cimetière de Sonnaz.

### Mai
- 2 mai : débat télévisé entre les deux candidats sortants du premier tour de l'élection présidentielle française; Nicolas Sarkozy et Ségolène Royal.
- 6 mai : second tour de l'élection présidentielle de 2007 en France ; le candidat UMP Nicolas Sarkozy est élu président de la République avec près de 53,06 % des voix exprimées, contre la socialiste Ségolène Royal qui obtient 46,94 %. La participation atteint un score historique de près de 85 % avec un nombre record d'inscrits. Un grand show de la victoire, auquel participent plus de trente mille personnes, est donné à Paris, place de la Concorde, avec de nombreux VIP du show-biz. Le président américain George W. Bush est le premier chef d'État à féliciter Nicolas Sarkozy et le président russe Vladimir Poutine est le dernier ; il attendra le 8 mai, après l'annonce officielle des résultats, pour le faire laconiquement.
- 7 mai, Malte : le nouveau président Nicolas Sarkozy, part se reposer quelques jours avec sa famille, au large de l'île de Malte, sur le yacht de son ami Vincent Bolloré. Cette escapade va engendrer une polémique dans les journaux et dans la gauche française.
- 8 mai : la championne de natation Laure Manaudou quitte son entraîneur Philippe Lucas et rejoint son compagnon Luca Marin à Turin.
- 10 mai : création d'un nouveau parti, le Mouvement démocrate ou MoDem, à la salle de la Mutualité à Paris, par l'ancien candidat à l'élection présidentielle, François Bayrou.
- 12 mai : la Coupe de France de football 2007 est remportée par le FC Sochaux-Montbéliard au terme de la finale contre l'OM (2-2 a.p., 5-4 tab).
- 16 mai : 
  - Nicolas Sarkozy succède officiellement à Jacques Chirac à la présidence de la République. Le jour même, il rend hommage à la résistance française (le Général de Gaulle, Georges Clemenceau, les héros fusillés de la Libération de Paris en 1944). Il se rend en soirée à Berlin pour rencontrer la chancelière allemande Angela Merkel. Son but est de relancer la renégociation du traité constitutionnel européen et l'alliance franco-allemande;
  - ouverture du 60e Festival international du cinéma à Cannes.
- 17 mai : le président Nicolas Sarkozy nomme François Fillon Premier ministre.
- 18 mai : 
  - nouveau gouvernement de François Fillon qui forme un gouvernement d'ouverture, réduit à 15 ministères et paritaire ; le socialiste Bernard Kouchner devient ministère des affaires étrangères;
  - décès du physicien Pierre-Gilles de Gennes (74 ans), prix Nobel de physique en 1991.
- 23 mai : le nouveau président Nicolas Sarkozy se rend au siège de l'Union européenne à Bruxelles.
- 28 mai : le nouveau président Nicolas Sarkozy reçoit le Premier ministre italien Romano Prodi.
- 29 mai : dans le cadre de l'affaire du délit d'initiés dans lequel seraient impliqués les dirigeants d'EADS, l'homme d'affaires, Arnaud Lagardère est entendu pendant neuf heures par l'Autorité des marchés financiers.
- 30 mai : 
  - le nouveau président Nicolas Sarkozy se rend à Madrid;
  - mort du comédien Jean-Claude Brialy (74 ans).

### Juin
- François Hollande partage officiellement sa vie avec Valérie Trierweiler, journaliste de Paris Match, après une liaison de 28 ans avec Ségolène Royal, ex-candidate à la présidentielle de 2007, avec laquelle il a eu quatre enfants.
- 10 juin : 
  - ouverture du 1er tronçon du TGV Est, en service commercial;
  - premier tour des élections législatives avec un taux d'abstention, blancs et nuls de 41,45 % : UMP et apparentés 45,52 % des voix exprimées, PS et apparentés 27,67 %, MoDem 7,76 %, PC et apparentés 4,62 %, FN 4,29 %, Extrême-gauche 3,44 %, Verts 3,25 %, divers 3,04 %. Effondrement de l'extrême droite, dont les voix ont été aspirées par le candidat UMP.
  - sport : à Roland-Garros 2007, l'espagnol Rafael Nadal remporte pour la troisième année consécutive, la finale du tournoi masculin, en battant comme l'année précédente le no 1 mondial, le suisse Roger Federer.
- 11 juin : lancement du TGV Est.
- 17 juin : 
  - second tour des élections législatives avec un taux d'abstention, blancs et nuls de 43,43 % :  UMP et apparentés : 323 sièges, PS et apparentés : 205 sièges, MoDem : 2 sièges, PC et apparentés : 18 sièges;
  - l'ancien Premier ministre Alain Juppé est battu en Gironde, par la candidate socialiste Michèle Delaunay (50,93 %). Ministre d'État de l'Écologie et du Développement durable du nouveau gouvernement, il annonce quitter le gouvernement, qui démissionne collectivement à la suite du scrutin.
  - Ségolène Royal annonce officiellement sa rupture avec François Hollande, en fait cela faisait plusieurs années qu'ils étaient séparés dans la vie;
  - durant la nuit, de violentes émeutes urbaines éclatent à Cergy dans le Val-d'Oise. Le centre-ville est saccagé, des policiers sont attaqués et des centaines de voitures sont incendiées. Cependant, hormis le quotidien, Le Parisien, aucun journal, aucune télévision, aucune radio, n'en fera mention, à l'exception du quotidien Le Monde dans son édition du 22 juin[1];
  - la France met en place un pont aérien en vue d'acheminer l'aide humanitaire destinée aux camps de réfugiés installés dans l'est du Tchad qui se montent à 240 000 personnes originaires du Darfour et à 150 000 Tchadiens chassés par les combats et les exactions.
- 18 juin : Christophe Moreau remporte le Critérium du Dauphiné libéré.

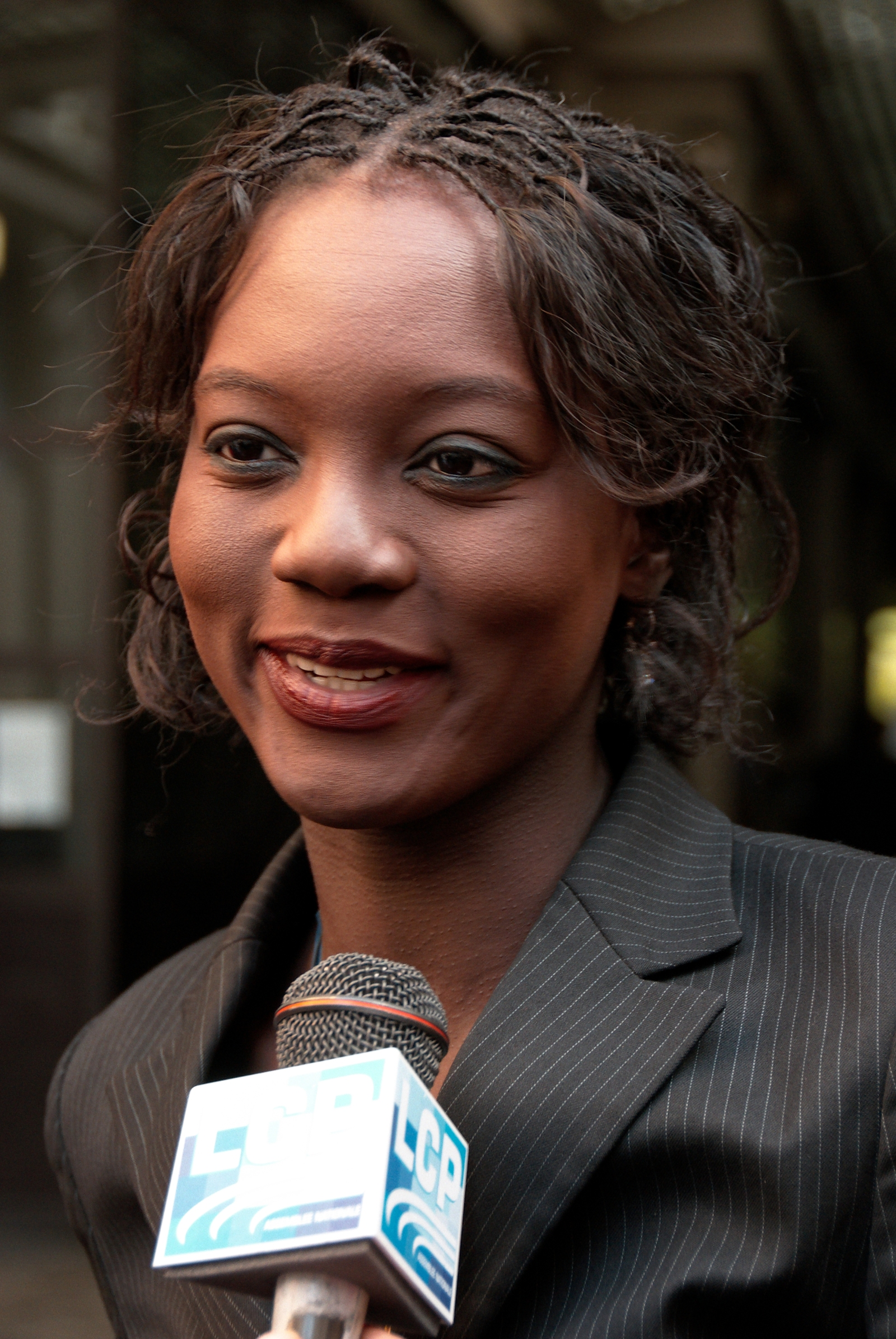
Rama Yade (mai 2007)

- France : constitution du deuxième gouvernement Fillon. Quelques changements à la suite du départ du ministre d'État de l'Écologie et du Développement durable, Alain Juppé, remplacé par le ministre de l'Économie et des Finances, Jean-Louis Borloo, lui-même remplacé par la ministre de l'Agriculture, Christine Lagarde, elle-même remplacée par l'ancien Secrétaire européen Michel Barnier. Parmi les nouveaux arrivants : Le maire ex-PS de Mulhouse, Jean-Marie Bockel (secrétaire d'État à la Coopération), la jeune femme d'origine sénégalaise, Rama Yade (Secrétaire d'État aux Affaires étrangères et aux Droits de l'homme) et la présidente de l'association « Ni Putes Ni Soumises », Fadela Amara (Secrétaire d'État à la Politique de la ville).
- 20 juin : devant les élus UMP reçus au palais de l'Élysée, le président Nicolas Sarkozy déclare vouloir « remettre la France en mouvement », expliquant que les réformes qu'il entend mettre en œuvre n'ont de sens que dans leur ensemble, que le redressement du pays ne passe pas par telle mesure ou telle autre mais par la cohérence d'un tout. Il est dans ce sens en rupture avec la vision de l'ancien président qui préférait entreprendre les réformes, les unes après les autres.
- 23 juin : Sihem Habchi est élue par le Conseil national, présidente de l'association Ni Putes Ni Soumises en remplacement de Fadela Amara, entrée au gouvernement.
- 25 juin : mort du comédien Claude Brosset (64 ans).
- 26 juin : Jean Veil, l'avocat de l'ancien président Jacques Chirac, dans une interview donnée à Europe 1, estime que son client devrait être « entendu avant le 15 septembre », comme témoin assisté au sujet de l'affaire du financement du RPR d'avant 1995.
- Record d’abstention pour les élections législatives.

### Juillet
- 1er juillet : 

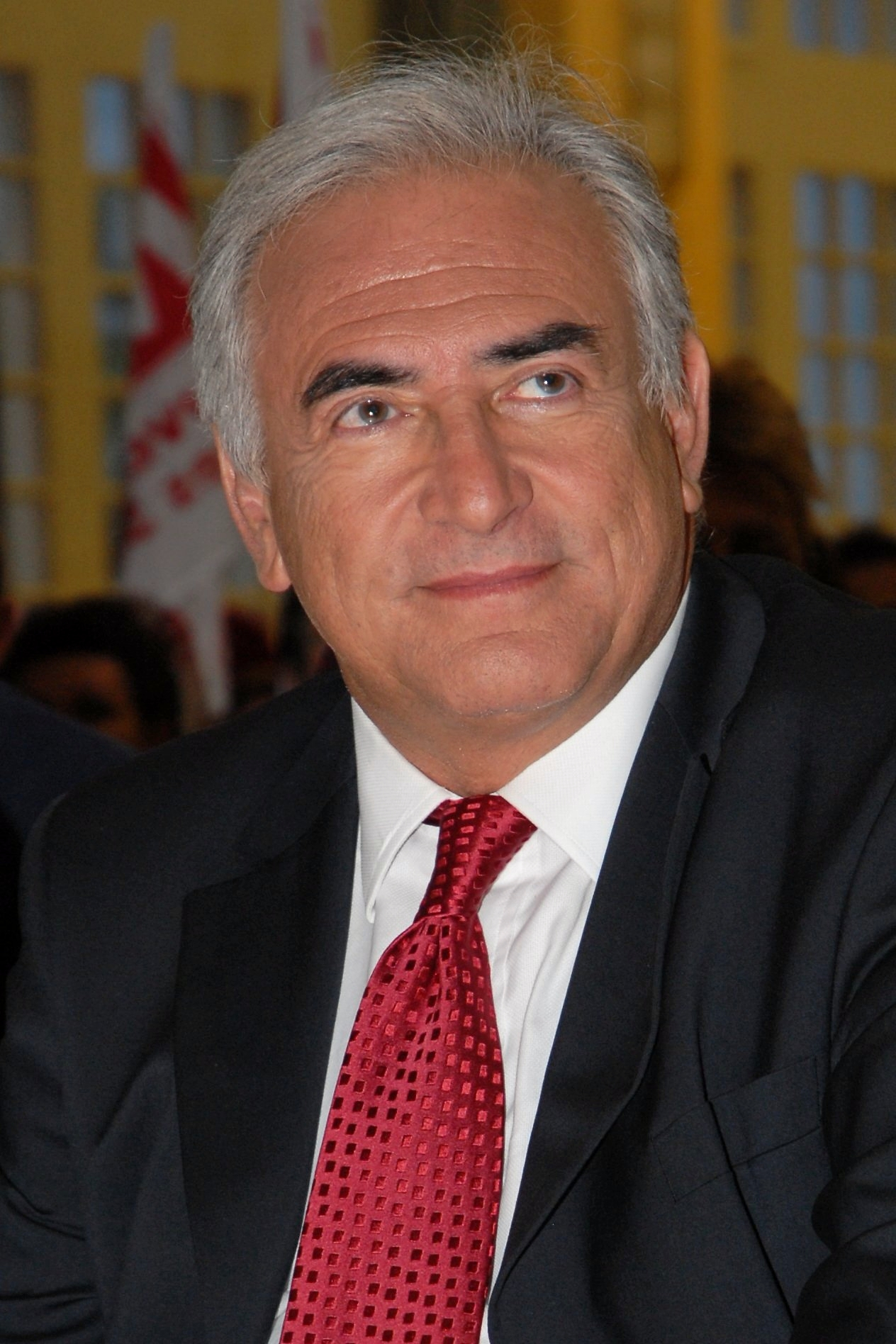
Dominique Strauss-Kahn

  - l'ouverture du marché de l'électricité aux particuliers, marque la fin du monopole de l'opérateur national Électricité de France;
  - fermeture jusqu'à décembre 2009 du Musée d'histoire naturelle - Guimet pour emménager le nouveau musée des Confluences.
- 2 juillet : mort de l'ex-première dame de France, Claude Pompidou (94 ans).
- 3 juillet : le premier ministre François Fillon fait son discours de politique générale devant l'Assemblée nationale. Il obtient la confiance par 321 voix contre 224.
- 7 juillet : à Paris, le sportif français Tony Parker et l'actrice Eva Longoria se marient civilement.
- 8 juillet : économie, le président Nicolas Sarkozy propose la candidature du socialiste Dominique Strauss-Kahn au poste de président de l'institution financière internationale.
- 14 juillet : des détachements militaires de toute l'Union européenne participent au défilé du 14 juillet sur les Champs-Élysées symbolisant la solidarité militaire des vingt-sept pays.
- 16 juillet : la chancelière allemande, Angela Merkel est en visite à Toulouse pour rencontrer le président Sarkozy avec comme sujet principal, le remaniement à la tête d'EADS.
- 18 juillet : 
  - le Comité de réflexion sur la modernisation de la Ve République est installé officiellement. Il est présidé par Édouard Balladur et comprend douze membres dont Jack Lang;
  - tour de France 2007 : Le coureur allemand Patrik Sinkewitz est exclu pour dopage.
- 19 juillet : l'ancien président Jacques Chirac est entendu comme témoin assisté au sujet des emplois fictifs du RPR. Il est interrogé par le juge Alain Philibeaux.
- 23 juillet : dans une interview au journal Le Monde, François Hollande, premier secrétaire du Parti socialiste, qualifie le style Sarkozy de « coup d'éclat permanent ».
- 24 juillet : tour de France 2007, le coureur kazakh Alexandre Vinokourov, un des favoris, se retire.
- 27 juillet : 
  - dans le cadre de l'affaire Clearstream, l'ancien premier ministre Dominique de Villepin est mis en examen assortie d'un contrôle judiciaire avec interdiction de rencontrer Jacques Chirac et versement d'une caution de 200 000 euros;
  - mort du journaliste Roland Gaucher (88 ans), ancien grand reporter à l'hebdomadaire Minute entre 1965 et 1984, puis directeur de l'hebdomadaire National Hebdo entre 1984 et 1993;
  - visite du président Nicolas Sarkozy à Libreville où il rencontre le président Omar Bongo.

- 29 juillet : 

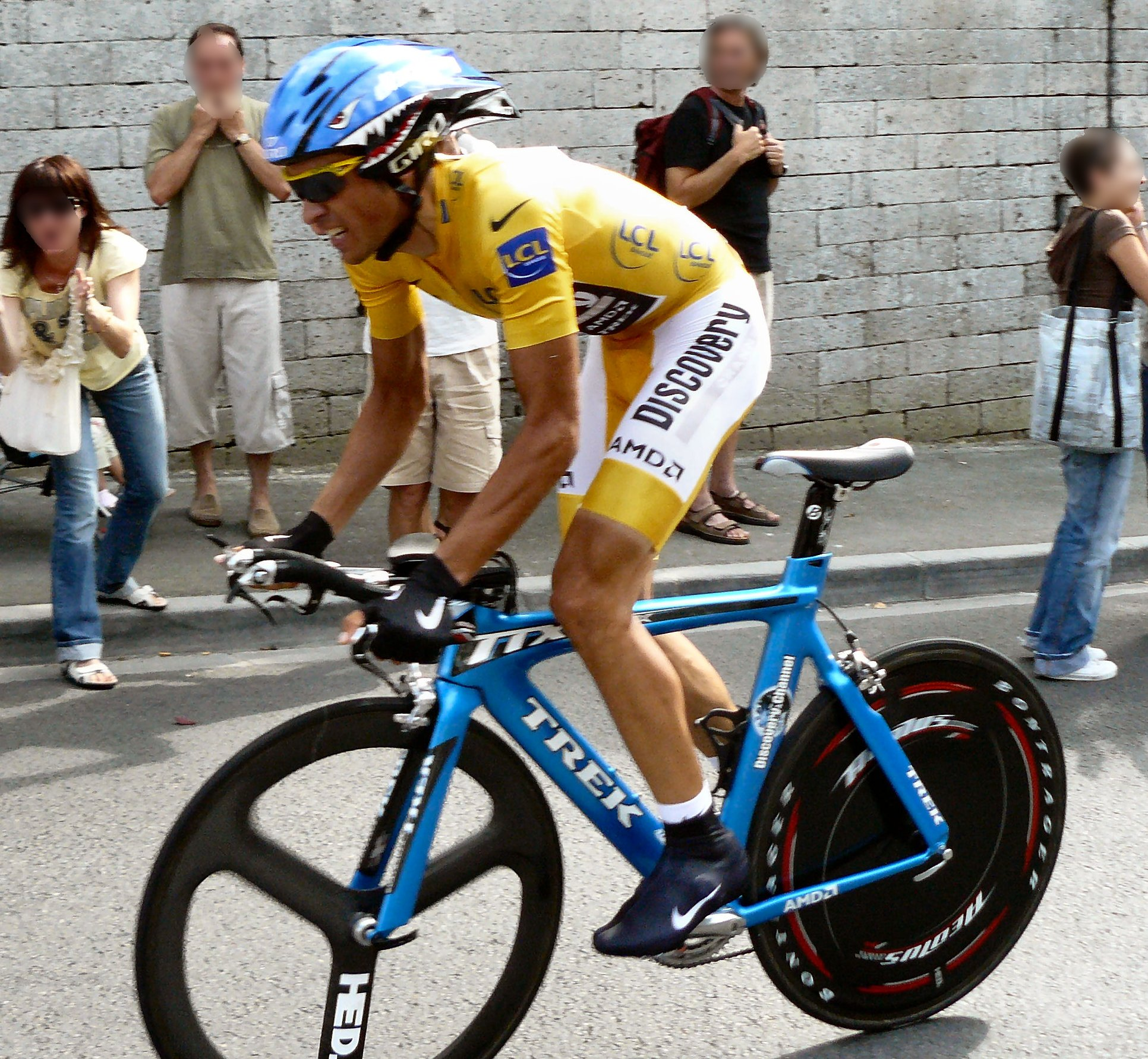
Le maillot jaune Alberto Contador

  - mort de Michel Serrault (79 ans) à Honfleur, grand comédien français;
  - tour de France 2007 : Le coureur espagnol Alberto Contador remporte la victoire sur les Champs-Élysées. Cette édition de la « Grande Boucle »a été marquée par la découverte de nombreux cas de dopage ayant entraîné l'élimination de plusieurs coureurs.
- 30 juillet : lors de l'hommage rendu à deux soldats français tués an Afghanistan et au Liban, le président Nicolas Sarkozy affirme l'importance des engagements extérieurs : « Quand nos valeurs sont menacées, c'est notre sécurité qui s'en trouve affaiblie ».

### Août
- 2 août : 
  - le secrétaire du Parti socialiste, François Hollande, obtient la création d'une enquête parlementaire sur les conditions politiques et économiques de la libération des infirmières bulgares et du médecin palestinien, prisonniers en Libye;
  - le président Nicolas Sarkozy s'envole vers les États-Unis pour deux semaines de vacances dans une luxueuse propriété de Wolfeboro sur les bords du lac Winnipesaukee (New Hampshire).

- 5 août : 

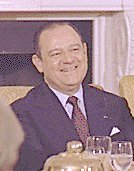
Raymond Barre

  - mort du journaliste et historien Henri Amouroux (87 ans);
  - mort du cardinal Jean-Marie Lustiger (80 ans), ancien archevêque de Paris. Pour assister à ses funérailles, le 10 août, le président Nicolas Sarkozy effectue un aller-retour express depuis les États-Unis.
- 23 août : dans l'affaire de la libération des infirmières bulgares, le palais de l'Élysée exclut que la commission parlementaire d'enquête puisse entendre Cécilia Sarkozy, l'épouse du président.
- 25 août : mort de l'économiste, ancien Premier ministre et ancien maire de Lyon, Raymond Barre (83 ans). Funérailles, le 29 août.
- 27 août : lors de la réception des ambassadeurs à Paris, le président Nicolas Sarkozy, dans son discours, critique la Chine et la Russie, évoque l'hypothèse d'un « bombardement » de l'Iran s'il ne suspendait pas ses activités d'enrichissement d'uranium et affirme qu'il ne transigera jamais avec la sécurité d'Israël.
- 29 août : 
  - Johnny Hallyday perd sa mère Huguette Galmiche, mannequin française âgée de 87 ans.
  - l'ancien premier ministre socialiste Michel Rocard est chargé par le gouvernement de présider le nouveau Comité de concertation sur la revalorisation du métier d'enseignant;
  - mort de l'ancien Premier ministre Pierre Messmer (91 ans), compagnon de la Libération.
- 30 août : Le président Nicolas Sarkozy s'exprime devant les patrons du Medef réunis en université d'été.

### Septembre

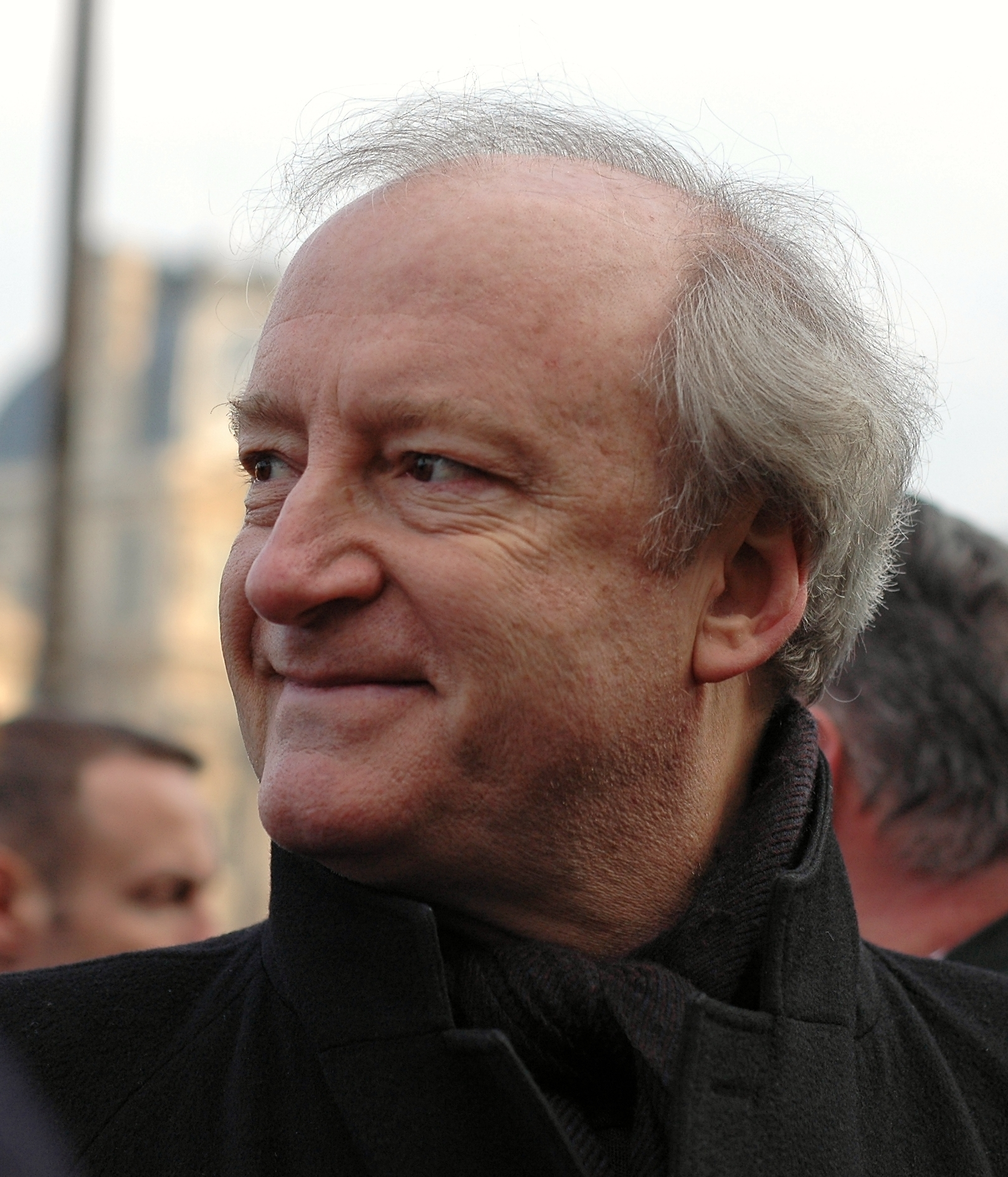
Hubert Védrine (janvier 2006)

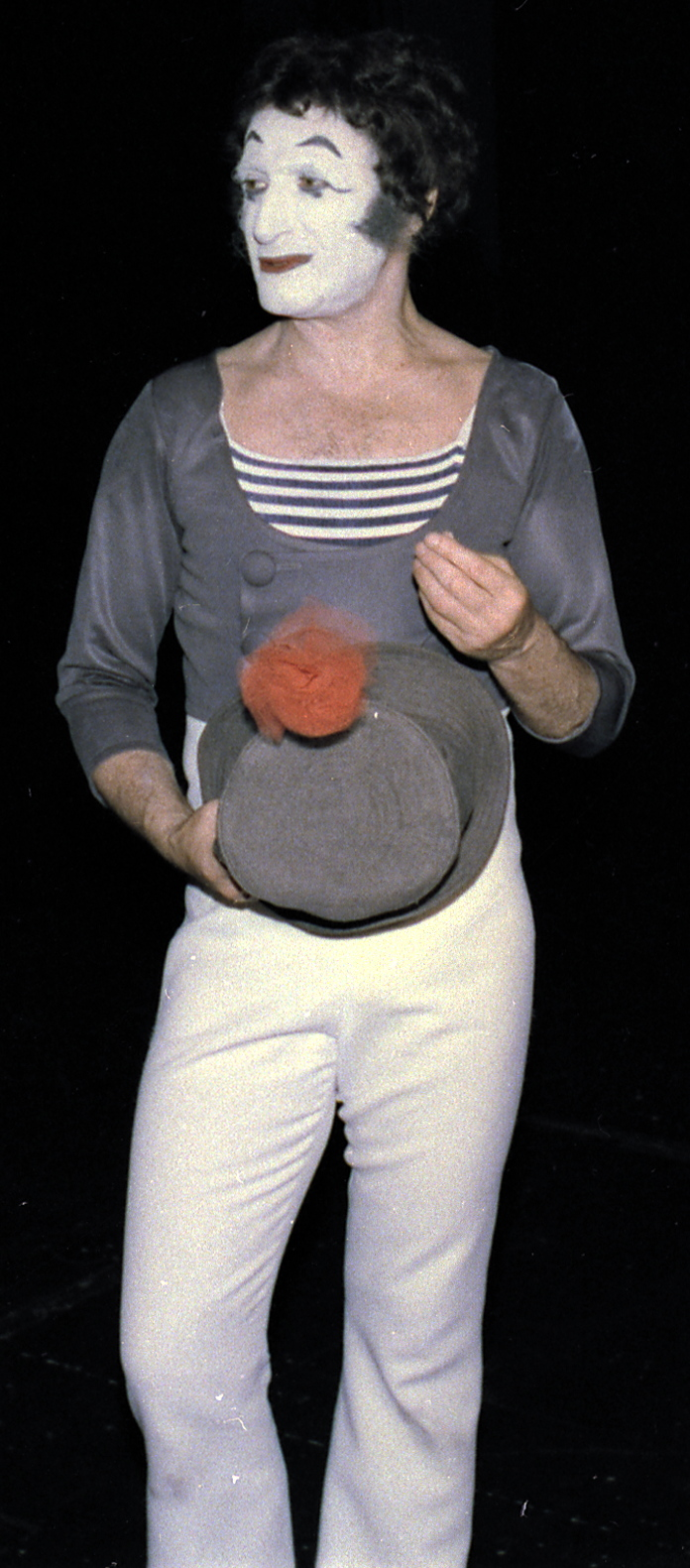
Marcel Marceau (juin 1977)

- Dimanche 2 septembre : Les deux groupes, Suez et GDF, approuvent leur fusion pour donner naissance à un nouveau groupe « GDF-Suez ».
- Mercredi 5 septembre : le socialiste Hubert Védrine remet au président Nicolas Sarkozy le rapport sur la mondialisation et met en garde contre toute « tentation atlantiste et occidentaliste ». Il explique que les intérêts géopolitiques, énergétiques, écologiques, linguistiques de la France sont à défendre avant tout par une stratégie économique tournée vers la mondialisation.
- du 7 septembre au 20 octobre : coupe du monde de rugby 2007
- Lundi 10 septembre : dans un rapport publié par la revue Liaisons sociales, le nombre de salariés syndiqués (non retraités) se situerait aux alentours de 1,7 million, soit le taux de syndicalisation le plus bas d'Europe avec 7,2 % et nettement inférieur à celui des autres pays européens. Les chiffres réels des adhérents seraient de 525 000 pour la CGT, 450 000 pour la CFDT, 310 000 pour FO, 135 000 à l'UNSA, 120 000 à la FSU, 105 000 pour la CFTC, 80 000 à l'UFE-CGC et 80 000 à Solidaires.
- Mardi 11 septembre : 
  - le secrétaire d'État aux Affaires européennes, Jean-Pierre Jouyet, propose dans le cadre de la réforme des institutions, de supprimer l'article 88-5 de la Constitution française qui oblige à un référendum pour toute nouvelle adhésion à l'Union européenne;
  - le ministre de la Défense, Hervé Morin, souhaite que la France devienne « le bon élève de l'Otan »;
  - décès de Yvette Troispoux, photographe.
- Jeudi 13 septembre : dans le cadre de l'affaire Clearstream, l'ex-Premier ministre, Dominique de Villepin est entendu pendant huit heures par les juges Jean-Marie d'Huy et Henri Pons.
- Vendredi 14 septembre : décès de Jacques Martin (74 ans), animateur de radio et télévision, humoriste et chanteur lyrique.
- Les samedi 15 et dimanche 16 septembre : Journées européennes du patrimoine.
- Mardi 18 septembre : Lors d'une interview donnée à la télévision, l'ex-candidate socialiste à l'élection présidentielle, Ségolène Royal, montre qu'elle est touchée par les révélations contenues dans le livre de l'ex-premier ministre socialiste Lionel Jospin, L’Impasse, et par les opinions qu'il exprime sur elle, en particulier lorsqu'il estime que, fabriquée par le marketing, elle ne correspondait pas au profil présidentiel et « n'était pas taillée pour le rôle ».
- Jeudi 20 septembre : l'Assemblée nationale vote la nouvelle loi sur l'immigration comportant un amendement de Thierry Mariani prévoyant des tests ADN pour le traitement des demandes de regroupement familial.
- Samedi 22 septembre : mort du mime Marcel Marceau (84 ans).
- Lundi 24 septembre : décès du philosophe André Gorz.
- Mercredi 26 septembre : le journal Le Figaro révèle l'existence de retraits suspects à l'UIMM.
- Vendredi 28 septembre : le socialiste français Dominique Strauss-Kahn est élu président du Fonds monétaire international.

### Octobre
- Mercredi 3 octobre : 

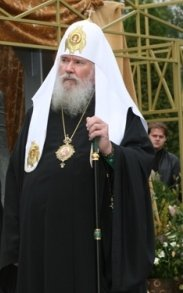
Alexis II de Moscou
(septembre 2007)

  - le président Nicolas Sarkozy déclare devant les parlementaires de l'UMP : « Il n'y aura pas de plan de rigueur, il n'y aura pas de plan d'austérité, parce que ce serait un reniement et que je n'ai pas été élu pour cela. »;
  - visite en France du patriarche Alexis II de Moscou. Il est reçu au palais de l'Élysée par le président Nicolas Sarkozy qui salue la démarche et « la volonté des chrétiens d'Europe de se rapprocher et d'unir leurs efforts autour des racines chrétiennes de l'Europe, pour construire une société plus humaine »;
  - dans le cadre de l'affaire EADS, le quotidien le Figaro révèle le contenu d'une note préliminaire de l'Autorité des marchés financiers transmise le 23 septembre 2007 au parquet de Paris, et faisant état de ventes de titres du groupe par les dirigeants et les principaux actionnaires. Ses ventes, au caractère « concomitant et massif », ont été faites avant l'annonce officielle du 13 juin 2006 des difficultés d'Airbus et seraient la preuve d'un délit d'initié;
  - dans l'affaire de l'UIMM, une série de perquisitions et d'auditions est lancée.
- Jeudi 4 octobre : dans le numéro de l'hebdomadaire économique Challenges, Denis Kessler, président du groupe de réassurance Scor défend une remise à plat totale du modèle social français : « la liste des réformes ? C’est simple, prenez tout ce qui a été mis en place entre 1944 et 1952, sans exception » [2].
- Samedi 6 octobre :Le Pont d'Argenteuil

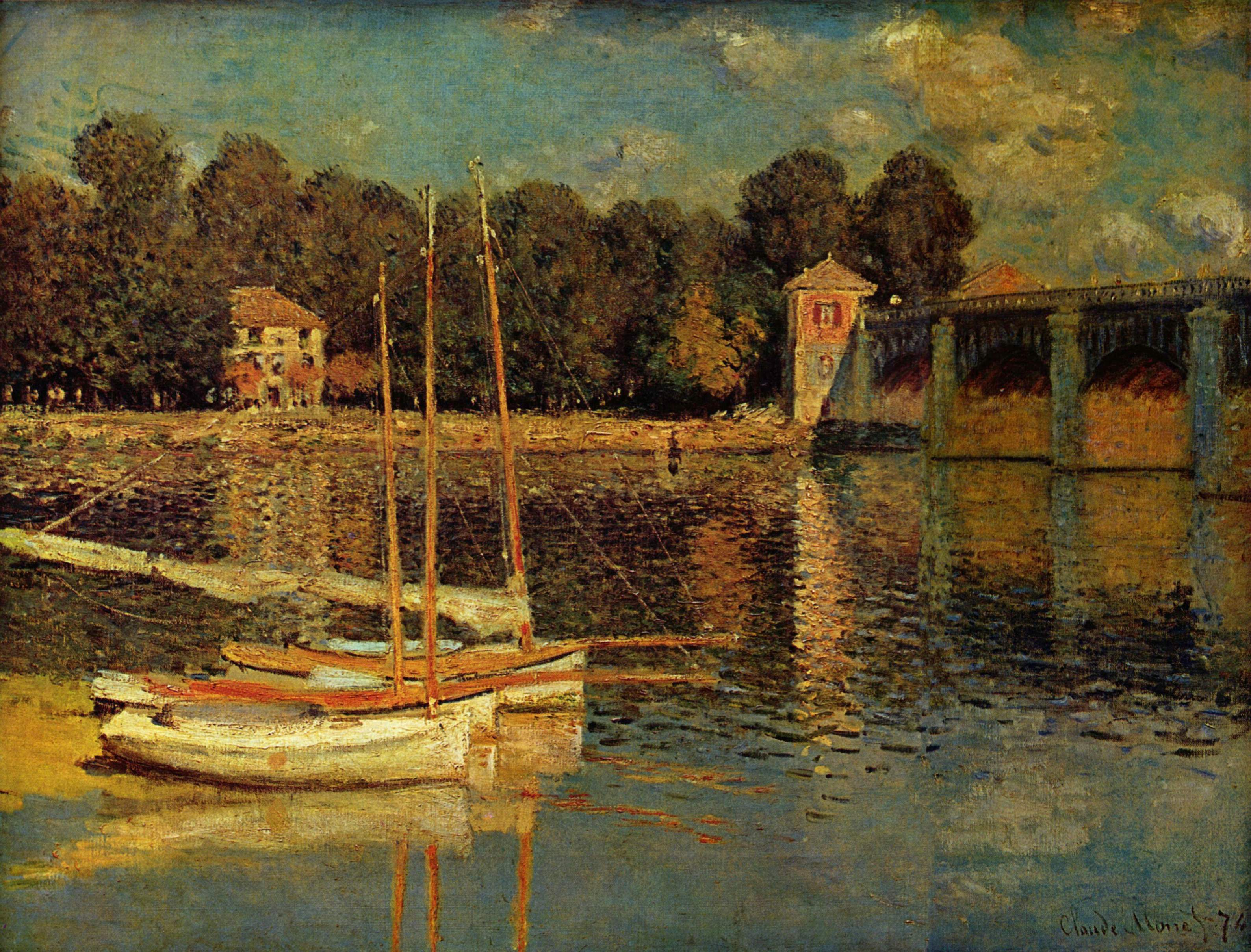
Le Pont d'Argenteuil

  - rugby : la France bat la Nouvelle-Zélande 20 à 18 à Cardiff, ce qui la qualifie pour la demi-finale de la coupe du monde de Rugby contre l'Angleterre;
  - dans la nuit du 6 au 7, le tableau  Le Pont d'Argenteuil (1874) de Claude Monet est sévèrement endommagé (déchirure de 10 cm), après que des individus se sont introduits dans le musée d'Orsay et que l'un d'eux a donné un coup de poing dans le tableau.
- Mardi 9 octobre : le prix Nobel de physique est décerné au Français Albert Fert et à l'Allemand Peter Grünberg.
- Vendredi 12 octobre :Jacques Attali 
 (octobre 2007)

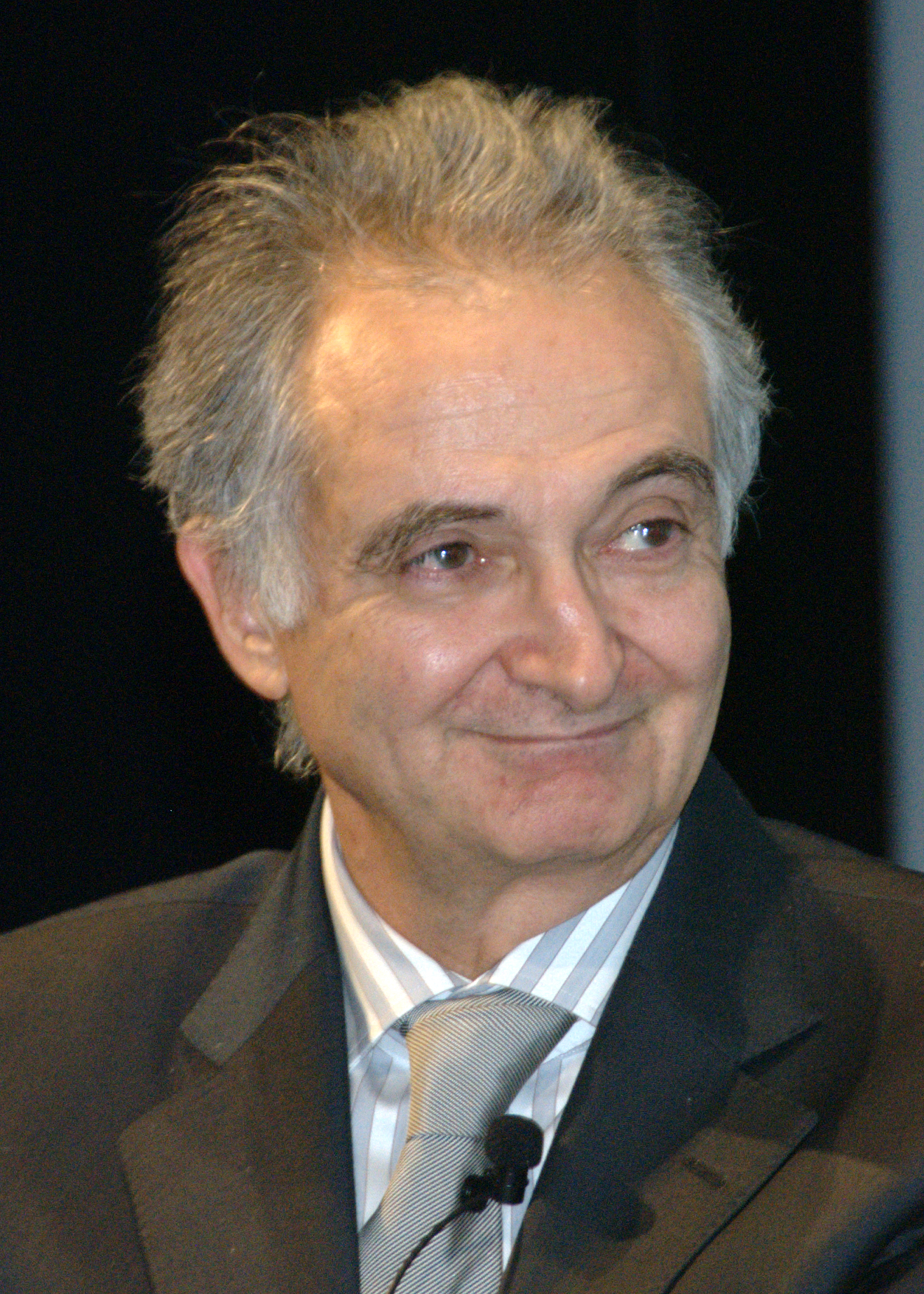
Jacques Attali
(octobre 2007)

  - Jacques Attali, l'ex-conseiller socialiste dogmatique du président François Mitterrand reconverti en conseiller du président Nicolas Sarkozy, propose la suppression du principe de précaution, inscrit dans la Constitution et qui n'engage qu'à évaluer les risques.
- Samedi 13 octobre :
  - Comores: mort de l'ancien chef mercenaire français Bob Denard (78 ans), ancien résistant, ancien volontaire en Indochine et ancien vice-roi des Comores de 1978 à 1989. Funérailles le 19 octobre à Paris;
  - rugby : l'équipe d'Angleterre bat le XV de France en demi-finale de la Coupe du monde de rugby à XV 2007, score de 14-9.
- Dimanche 14 octobre : 
  - début de la grève reconductible à la SNCF et à la RATP contre la réforme des régimes spéciaux de retraite;
  - mort du comédien Raymond Pellegrin (82 ans).
- Lundi 15 octobre : le chanteur Bertrand Cantat du groupe Noir Désir sort de la prison de Toulouse libéré à la moitié de sa peine. Le 23 juillet 2003, il avait tué sa compagne, la comédienne Marie Trintignant en la rouant de coups ; plongée dans le coma, elle était décédée six jours après. Politiquement engagé à gauche, une certaine presse française le considère toujours comme une « figure morale » incarnant le mythe du « grand frère » et celui du rebelle[3], alors que la mère de la victime, l'actrice Nadine Trintignant, commente : « Par la loi, un homme qui tue sa compagne ou sa femme pourrait être condamné à 20 ans, 25 ans, perpétuité. Or ça ne dépasse jamais les 8 ans, et ils n'en font que 4. »
- Mardi 16 octobre : dans le cadre de l'affaire de l'UIMM, son président, Denis Gautier-Sauvagnac, faisant l'objet d'une enquête préliminaire pour les importants retraits en liquide fait sur les comptes de l'organisation — environ 17 millions d'euros —, est évincé de ses fonctions de négociateur du MEDEF avec les syndicats.
- Mercredi 17 octobre : 
  - début d'importantes grèves dans les transports publics à la suite de la réforme des régimes spéciaux de retraite, jusqu'au 19 octobre. La mobilisation a été plus importante que lors des grèves de 1995. La SNCF, la RATP, EDF, GDF et beaucoup de services publics étaient en grève. Il n'y avait ce jour-là que très peu de TGV, aucun train Corail, très peu de TER et quasiment aucun RER ni métro en région parisienne;
  - selon un sondage BVA (Le Figaro, LCI), 57 % des Français estiment que le projet de réforme des régimes spéciaux va dans le bon sens et 55 % jugent le mouvement de grève peu ou pas justifié.
- Jeudi 18 octobre : 
  - le président Nicolas Sarkozy divorce de son épouse Cécilia Sarkozy par consentement mutuel. Il s'agit du premier divorce d'un président de la République français en fonction;
  - grèves et manifestations dans le secteur des transports publics contre la réforme des services spéciaux de retraite, suivies à 73,5 % à la SNCF. Prévu pour 24 heures, le mouvement dérape et se poursuit localement jusqu'au 23 octobre.
- Samedi 20 octobre : 
  - les étudiants sont en grève et manifestent contre le projet de loi sur l'autonomie des universités;
  - manifestation à Paris contre le test ADN de regroupement familial prévu dans le projet de loi du gouvernement sur l'immigration.
- Lundi 22 octobre : le premier ministre israélien Ehoud Olmert, à l'issue de ses entretiens à Paris avec le président Nicolas Sarkozy, déclare : « Je n'aurais pas pu entendre, sur le dossier iranien, des choses qui auraient pu être plus proches de mes attentes. »
- Mardi 23 octobre : 
  - dans le cadre de l'affaire de l'UIMM, Denis Gautier-Sauvagnac quitte la présidence de l'organisation;
  - le Parlement vote le projet de loi sur la maîtrise de l'immigration dont un des articles facilite la régularisation des travailleurs étrangers dans les métiers et les zones géographiques « caractérisés par des difficultés de recrutement ». Cependant le texte dans son ensemble est politiquement occulté par la polémique sur la mise en place des tests ADN prévus pour sécuriser et finalement faciliter le regroupement familial.
- Mercredi 24 octobre : début du « Grenelle » de l'Environnement [4], jusqu'au 25 octobre.
- Vendredi 26 octobre, littérature : sortie de la version francophone du septième et dernier tome de Harry Potter, Harry Potter et les reliques de la mort, le phénomène mondial.
- Lundi 29 octobre, Rapport Balladur
- 30 octobre : explosion meurtrière d'une canalisation de gaz à Bondy.

### Novembre
- Lundi 5 novembre : 
  - l'archevêque de Paris, André Vingt-Trois est élu président de la Conférence des évêques de France;
  - littérature : le prix Goncourt est décerné à Gilles Leroy pour Alabama Song (éd. Mercure de France) et le prix Renaudot est décerné à Daniel Pennac pour Chagrin d'école (éd. Gallimard).
- 10 novembre : mort à Paris du journaliste royaliste Pierre Pujo (77 ans), directeur de l'hebdomadaire Aspects de la France, devenu L'Action française Hebdo puis L'Action française 2000.

- Lundi 12 novembre : 
  - ouverture du procès d'assises d'Yvan Colonna, nationaliste corse accusé de l'assassinat du préfet Claude Érignac, le 6 février 1998;
  - littérature : le prix Femina est décerné à Éric Fottorino pour Baisers de cinéma (éd. Gallimard) et le prix Médicis est décerné à Jean Hatzfeld pour La Stratégie des antilopes (éd. Le Seuil).

- Jeudi 15 novembre : 
  - le Conseil constitutionnel valide l'article 13 de la loi sur l'immigration autorisant les tests ADN pour les candidats au regroupement familial mais annule l'article 63 autorisant les statistiques ethniques;
  - lors des essais au sol des moteurs, un quadriréacteur Airbus A340, à bord duquel se trouvaient neuf techniciens d'Airbus et d'Etihad, percute un mur anti-souffle, faisant 4 blessés graves. L'enquête va montrer que l'accident serait dû au mauvais calage des roues et à des « dérives répétitives par rapport aux procédures ».

- Vendredi 16 novembre : 

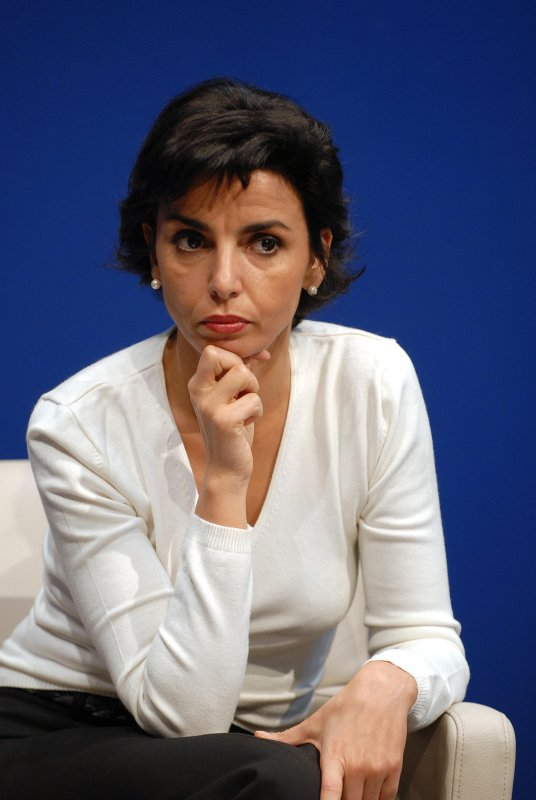
Rachida Dati
(avril 2007)

  - fin de la tournée, à Lyon et Bastia, entamée par la ministre de la Justice Rachida Dati pour présenter sa réforme de la carte judiciaire qui prévoit, parallèlement à la modernisation de l'outil judiciaire, la suppression de 23 tribunaux de Grande instance, 176 tribunaux d'Instance et celle de 55 tribunaux de Commerce et de 63 Conseils de prud'hommes;
  - début d'une grève de dix jours des agents de la SNCF pour la défense de leur système de retraite. Contrairement à 1995, l'opinion publique ne les soutient pas trouvant incongrue la grève d'une corporation bloquant tout un pays pour la défense d'un privilège;
  - cinéma : mort du cinéaste Pierre Granier-Deferre (80 ans).

- Samedi 17 novembre : inauguration et mise en service du tramway du Mans.

- Mercredi 21 novembre : 
  - entendu comme témoin assisté dans le cadre de l'affaire des faux chargés de mission, l'ancien président de la République Jacques Chirac, est mis en examen par le juge Xavière Simeoni;
  - ouverture des négociants entre la direction et les syndicats à la SNCF et à la RATP. Des agents extrémistes procèdent à des sabotages ciblés sur les lignes TGV pour empêcher toute circulation. La CGT condamne ce sabotage de l'outil de travail;
  - manifestation nationale des buralistes contre l'interdiction totale de fumer dans les bâtiments publics, y compris cafés et restaurants, à partir du 1er janvier. L'Alliance contre le tabac craint que le gouvernement recule et accorde des dérogations.

- Jeudi 22 novembre : 
  - début de la décrue de la grève à la SNCF et à la RATP, avec retour progressif à la normale dans les deux jours suivants, cependant au vu des sabotages, le retour à un service normal va prendre encore plusieurs jours;
  - au Sénat, un colloque scientifique tente de faire évoluer la mentalité politique française des pro-tout-embryon vers d'autres filières technologiques.

- Vendredi 23 novembre : 
  - le Premier ministre François Fillon explique que la réforme des régimes spéciaux de retraite était nécessaire et que « les esprits étaient mûrs ». Il annonce aussi la prochaine réforme du régime général et celle du contrat de travail;
  - sur le site Internet Décryptage, Pierre-Olivier Arduin présente une série de découvertes scientifiques fracassantes, permettant de ne plus instrumentaliser l'embryon humain dans la recherche scientifique (article, pdf).

- Dimanche 25 novembre : 
  - émeutes à Villiers-le-Bel : à la suite d'un accident de la circulation impliquant une mini-moto conduite par deux adolescents ayant heurté une voiture de police à Villiers-le-Bel (Val d'Oise) et ayant trouvé la mort, une violente guérilla urbaine se développe pendant deux jours. La ville est bouclée par plus de 300 CRS. Pour la première fois des armes à feu sont utilisés par les émeutiers et 69 policiers sont blessés. Il s'est aussi avéré que les centaines d'émeutiers en faisant preuve d'organisation et de sens tactique étaient préparés à ces émeutes;
  - dans un wagon vide du RER D, une jeune étudiante en journalisme est sauvagement assassinée et son corps lardé de coups de couteau par un récidiviste;
  - le président Nicolas Sarkozy est en visite officiellement en Chine. De nombreux contrats sont signés et il tente de convaincre le gouvernement chinois de ne pas bloquer un troisième train de sanctions contre l'Iran.*

- Lundi 26 novembre : mort à Paris de l'historien Pierre Miquel (77 ans).

- Mardi 27 novembre : dans le cadre de l'affaire de l'UIMM, Denis Gautier-Sauvagnac est entendu par la brigade financière.

- Jeudi 29 novembre : 
  - journée nationale d'action, comprenant sit-in, grèves et manifestations, organisée par les professionnels du monde judiciaire;
  - sortie de l'iPhone d'Apple, plusieurs mois après sa sortie aux États-Unis;
  - la commune du Robert fut touché par un séisme d'une magnitude de 7,4 sur l'échelle de Richter qui a secoué la Martinique;
  - le président Nicolas Sarkozy incite les entreprises à « s'exonérer des 35 heures » pour augmenter les salaires.

- Vendredi 30 novembre : inauguration du Grenoble-Institut des neurosciences.

### Décembre
- Vendredi 4 décembre : 

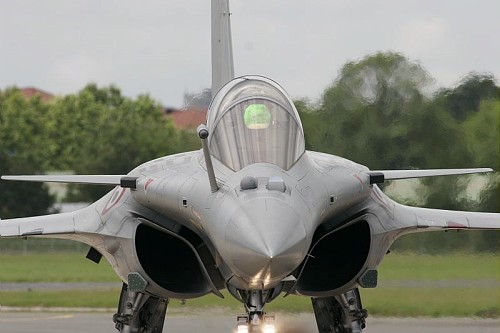
Rafale B

  - sortie du livre de Ségolène Royal, Ma plus belle histoire, c'est vous — emprunté au titre d'une chanson de Barbara —, dans lequel elle tente de régler ses comptes avec les « éléphants » du Parti socialiste. François Hollande accuse son ex-compagne d'« incohérence » alors que de nombreuses réactions négatives s'élèvent;
  - dans le cadre de l'UIMM, une information judiciaire est ouverte pour « abus de confiance, recel et travail dissimulé ».
- Samedi 5 décembre : dans l'affaire de la tuerie de Capbreton, un couple de terroristes basques est arrêté à Châteauneuf-de-Randon (Lozère).
- Dimanche 6 décembre : un Rafale de l'Armée de l'air française s'écrase sur le territoire de la commune de Neuvic en Corrèze. C'est le premier accident d'un Rafale depuis sa mise en service.
- Jeudi 10 décembre : début de la visite officielle en France de Mouammar Kadhafi, dirigeant de la Jamahiriya arabe libyenne, 34 ans après sa dernière visite, jusqu'au 13 décembre, et durant laquelle sont signés des contrats pour plus de 10 milliards d'euros. Plusieurs resteront lettre morte et seulement deux (signés avec EADS et Areva) seront concrétisés pour un total d'environ 3 milliards d'euros. Cette visite engendre une vague de polémique à laquelle participe notamment Rama Yade (secrétaire d'État aux Droits de l'Homme), d'autant plus que cette visite officielle se prolonge jusqu'au 15 décembre par une visite privée.
- Dimanche 13 décembre : 
  - dans le procès de l'assassinat de Claude Érignac, Yvan Colonna est condamné à la réclusion criminelle à perpétuité en première instance (il fera appel). Dans la nuit, cinq attentats à la bombe détruisent en Corse-du-Sud plusieurs villas. D'autres attentats suivront jusqu'à la fin du mois;
  - mort du chanteur et comédien Philippe Clay (80 ans).
- Mardi 15 décembre : mort de l'historien assyriologue Jean Bottéro (93 ans);
- Dimanche 20 décembre : Frédéric Saint-Geours est élu président de l'UIMM;
- Mardi 22 décembre : mort de l'écrivain Julien Gracq (97 ans), normalien et prix Goncourt 1951.

## Thématique
Données annuelles 2007.

### Agriculture
- La forêt française couvre une superficie de 14,8 millions d'hectares, soit 27 % du territoire national, dont 10,9 millions de forêts privées (24 % des forêts privées ont une surface supérieure à 100 hectares). Le prix moyen d'un hectare de forêt a progressé de 14 % en deux ans, sur fond de hausse du prix du bois. En 2007, 115 000 hectares ont été vendus pour un prix moyen de 5 540 euros/hectares.

### Culture
- Les services de vidéo à la demande ont été utilisés par plus de dix millions de Français, y compris les services gratuits.

### Économie
- Le déficit extérieur (échanges de marchandises (-40 milliards) et de services (+11 milliards), investissements (-149 milliards), revenus de capitaux (+29 milliards) et transferts de salaires…) de la France pour 2007 se monte à 22,3 milliards d'euros, contre 12,3 milliards en 2006.
- 8,0 % de chômeurs, croissance de 2,3 %.

### Énergie
- La production française d'électricité à base de panneaux solaires a été de 75 mégawatts en 2007, elle devrait passer à 5 000 mégawatts installés d'ici 2020. Compte tenu de la hausse de l'énergie classique et de l'amélioration des techniques, la production d'énergie solaire devrait devenir concurrentielle aux autres énergies à partir de 2015.

### Entreprises
- Au quatrième trimestre de 2007, le montant moyen des heures supplémentaires dans les entreprises de dix salariés et plus du secteur marchand a augmenté de 28,3 %, selon le ministère de l'Économie, ce qui correspondrait à un gain de 3,7 % pour les salariés.
- En 2007, l'activité des très petites entreprises de l'artisanat a progressé globalement de 3 %.
- Chiffres clés du système bancaire français : capitaux propres : 195 milliards d'euros, produit net bancaire : 115,3 milliards, charges d'exploitation : 74,6 milliards, résultat net : 21,9 milliards, ratio moyen de solvabilité : 7,7 %.

### Production
- La production d'acier s'est montée à 19,25 millions de tonnes (-3 %).

### Sécurité
- Selon l'Observatoire national de la délinquance (OND), les violences gratuites (agressions non-crapuleuses et non-sexuelles) ont doublé en dix ans pour un total de 219 400 agressions. Quelque 45 000 voitures ont été incendiées sans que leur propriétaire ait perçu le moindre euro d'indemnité.

- Entre 2005 et 2007, le nombre de conducteurs contrôlés sans permis est passé de 72 000 à 93 053 auxquels s'ajoutent 63 000 qui n'ont jamais passé le permis. Parmi les conducteurs sans permis, de plus en plus de conducteurs roulent dans l'illégalité sans le savoir et donc sans assurance, car ils n'ont jamais été informés de leur retrait de points. En 2007, 88 698 permis de conduire ont été invalidés, contre 68 866 en 2006 et 54 242 en 2005.

### Social
- La commission des comptes de la Sécurité sociale annonce un déficit de 9,5 milliards d'euros pour l'année, contre 8,7 milliards en 2006.
- 1,08 million de personnes âgées ont bénéficié de l'Allocation personnalisée d'autonomie, soit une hausse de 5,1 % en un an, pour un montant mensuel moyen de 493 € pour les personnes à domicile.
- 28 600 personnes ont bénéficié de la prestation compensatoire du handicap, pour un montant mensuel moyen de 1 150 €.
- Selon l'Agence centrale des organismes de sécurité sociale (ACOSS), en 2007, plus de 2 millions de particuliers ont employé un salarié à leur domicile, soit une hausse de 4,3 % en un an, dans un secteur toujours marqué par des volumes horaires assez faibles représentant un total de 600 millions d'heures (+2,9 % sur un an) et près de 4,9 milliards d'euros de masse salariale nette (+6,6 %). 72 % des employeurs ont utilisé le Chèque emploi service universel (CESU), un dispositif qui simplifie les démarches administratives, en particulier le calcul des cotisations sociales.

### Transports
- Le marché des voitures d'occasion a progressé de 1,9 % avec plus de 5,5 millions d'immatriculations.
- L'aéroport de Roissy-CDG a reçu quelque 60 millions de passagers sur 10 457 vols hebdomadaires desservis par 178 compagnies aériennes. L'aéroport d'Orly a reçu quelque 26,4 millions de passagers sur 4 480 vols hebdomadaires desservis par 40 compagnies aériennes.
- Le permis de conduire a été retiré à 88 700 automobilistes, désormais interdits de conduire.
- 93 000 automobilistes ont été contrôlés sans permis.

## Culture

### Cinéma

#### Films français sortis en 2007
- x

#### Autres films sortis en France en 2007
- x

#### Prix et récompenses
- César du meilleur film : Lady Chatterley, de Pascale Ferran
- Prix Jean-Vigo : La France, de Serge Bozon

## Naissance en 2007
Mars
- 3 : Timothé Vom Dorp, acteur

## Décès en 2007
- 22 janvier : Abbé Pierre
- 17 février : Maurice Papon
- 3 mars : Henri Troyat, écrivain
- 14 mars : Lucie Aubrac, résistante
- 19 avril : Jean-Pierre Cassel, comédien
- 30 avril : Grégory Lemarchal, chanteur
- 30 mai : Jean-Claude Brialy, comédien
- 29 juillet : Michel Serrault, comédien
- 25 août : Raymond Barre, homme politique
- 2 octobre : Francis Borelli, ancien président du PSG
- 13 octobre : Bob Denard
- 22 novembre : Maurice Béjart, danseur